# Ansfelden
Ansfelden est une ville autrichienne du district de Linz-Land en Haute-Autriche.

## Géographie
Ansfelden est situé à une altitude de 289 m dans la région centrale de la Haute-Autriche. Les frontières du territoire communal au nord à Linz, la capitale de l'État et sur la ville de Marien Traun, à Sankt Florian à l'est, au sud par la rue, dans le sud-ouest à Neuhofen an der Krems et à l'ouest sur Pucking.

## Histoire
Initialement (à partir de 976) dans la partie orientale du Duché de Bavière, couché, dans la région de « Ostarrichi » appartient depuis 1156 au nouveau Duché d'Autriche. Depuis 1490, il a attribué à la Principauté de l'Autriche de l'Enns. Pendant les guerres napoléoniennes, la ville fut occupée à plusieurs reprises.
Depuis 1918, le village appartenait à l'état de Haute-Autriche. Après l'Anschluß au Reich allemand, le 13 mars 1938, le village appartenait à la nouvelle unité administrative, le « Gau Oberdonau".
Après la fin de la Seconde Guerre mondiale en 1945, Ansfelden appartenait à la zone américaine de l'occupation de l'Autriche d'après-guerre occupé et l'état restauré de la Haute-Autriche.

## Culture
- Lieu de naissance d'Anton Bruckner : Il est né le 4 septembre 1824 à Ansfelden.
- Anton Bruckner Center (ABC): A été érigé en 1996 dans le centre de Ansfelden à l'occasion du 100e anniversaire de la mort du compositeur. C'est un Centre de congrès dont le nom, ABC, évoque le métier d'origine de Bruckner : instituteur.
- Sentier de randonnée symphonique : en l'honneur du compositeur, un parcours de randonnée musicale a été créé, menant à travers les prés et les bois, de la maison natale du musicien dans le centre-ville à l'abbaye voisine de Sankt Florian près de Linz - où il fut organiste et où il est inhumé. Un lecteur MP3 contenant 22 extraits des symphonies de Bruckner est prêté aux randonneurs à l'ABC ou au musée Bruckner.
- Hôtel de Ville et de galeries : dans le quartier de Haidhausen. En plus des passe-temps annuelle et exposition de Pâques, il est utilisé par les clubs locaux et le service Municipal de la culture (événements majeurs).
- Églises : il y a un total de quatre églises dans la ville d'Ansfelden. À Ansfelden, Berg and Haid (église d'autoroute), il y a une église catholique. Il y a une seule église évangélique.

## Transport
Ansfelden est facilement accessible par la route et les chemins de fer. Le trafic, est dans certaines parties de la ville dépassé par la capacité des routes.

## Jumelage
- Condega (Nicaragua)